# Frontier Works
Frontier Works (株式会社フロンティアワークス?, Kabushiki gaisha Furontia Wākusu) è un'azienda giapponese specializzata nella creazione e distribuzione di prodotti legati agli anime, come OAV, Drama-CD e colonne sonore. L'azienda è stata fondata in agosto del 2002.

## Progetti correlati

### Anime
- Air (film)
- Binbō shimai monogatari
- Comic Party
- Martina e il campanello misterioso
- Gun Parade March: Arata Naru Kōgen Uta
- Hetalia Axis Powers
- Higurashi no naku koro ni
- Jewelpet
- Karin
- Maria-sama ga miteru
- Marmalade Boy - Piccoli problemi di cuore
- Papuwa
- Saiunkoku Monogatari
- Saiyuki
- Tactics
- Matantei Loki RAGNAROK
- To Heart
- To Heart 2
- Tsuki wa higashi ni hi wa nishi ni 〜Operation Sanctuary〜
- Wind: a breath of heart
- Zettai muteki Raijin-Oh
- No-Rin

### OAV
- Ai Mai! Moe Can Change!
- Aki Sora
- Mizuiro
- Saint Beast
- Utawarerumono

### Colonne sonore
- Lucky Star
- Maria-sama ga miteru

### Drama-CD
- Karneval
- Maria Holic
- Kamui
- Lucky Star
- Maria-sama ga miteru
- Venus Versus Virus
- Higurashi no naku koro ni
- Black Butler
- Sekirei
- Cat Paradise
- Trigger Heart Exelica
- Taishō yakyū musume
- Pandora Hearts
- Twittering Birds Never Fly
- Yandere Kanojo